# Вилия (фотоаппаратура)
Ви́лия, Ви́лия-а́вто, Силуэ́т-электро, Орио́н-ЕЕ — семейство советских шкальных фотоаппаратов. Фотоаппараты имели унифицированный корпус и одинаковый объектив.
Выпускались в 1970-е — 1980-е годы Белорусским оптико-механическим объединением.
Благодаря низкой цене и большому количеству выпущенных экземпляров были широко распространены среди начинающих фотолюбителей.

## Общие технические характеристики
- Применяемый фотоматериал — 35-мм перфорированная фотоплёнка типа 135 в стандартных кассетах.
- Размер кадра — 24×36 мм.
- Объектив Триплет «Т-69-3» 4/40 (3 линзы в 3 компонентах), несменный, резьба под светофильтр М46×0,75. Фокусировка по шкале расстояний (символов). Пределы фокусировки от 0,8 м до бесконечности. Четырёхлепестковая диафрагма расположена вне оптического блока объектива, позади затвора. Диафрагмирование от f/4 до f/16.
  - При применении светофильтров автоматически вносится поправка в экспонометрическое устройство (разумеется, кроме «Вилии»).
- Центральный залинзовый фотографический затвор.
- Видоискатель оптический, со светящейся рамкой для указания границ кадра.
- Транспортировка плёнки и взвод затвора — с помощью курка.
- Обратная перемотка плёнки типа рулетка.
- Синхроконтакт «Х» и центральный синхроконтакт. Часть фотоаппаратов имела только центральный синхроконтакт.
- Корпус пластмассовый с откидной задней крышкой. Счётчик кадров самосбрасывающийся.
- Ввод светочувствительности фотоплёнки от 16 до 250 ед. ГОСТ. Экспокоррекция возможна только изменением значения светочувствительности фотоплёнки. При применении светофильтров автоматически вносятся поправки на их плотность (в автоматических фотоаппаратах).

## Модельный ряд

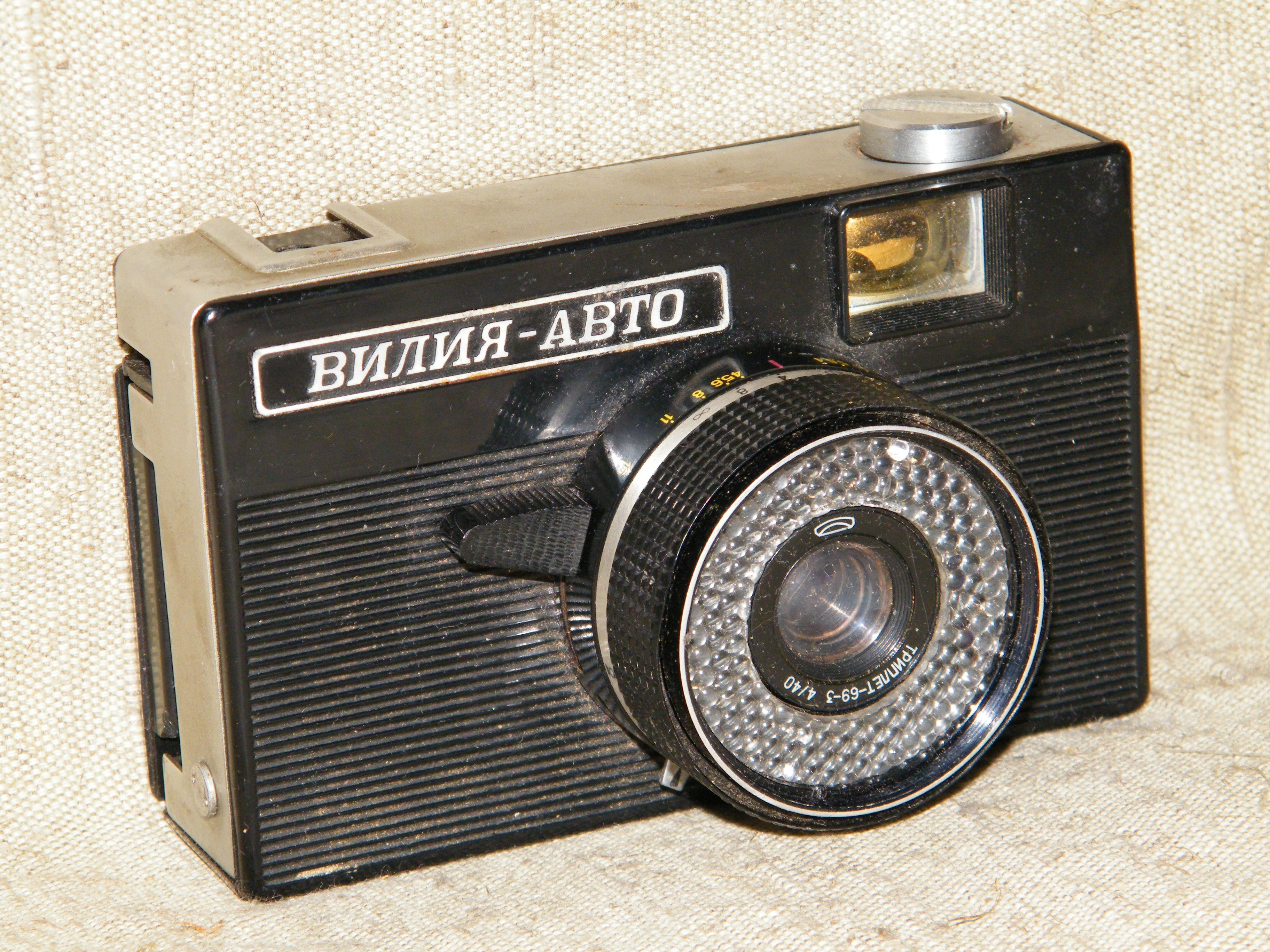
«Вилия-авто»

### «Вилия-авто»
«Вилия-авто» — первая модель семейства «Вилия» (1973—1985 год).
Программный автомат. Изменить сочетание выдержка-диафрагма невозможно. Отрабатываемая пара выдержка-диафрагма отображается в видоискателе стрелкой гальванометра. Выдержка от 1/250 до 1/30 сек. отрабатывается бесступенчато.
Экспонометрическое устройство работает от селенового фотоэлемента (аппарат в источнике питания не нуждается). При отключенной автоматике возможен ручной выбор диафрагмы при единственной выдержке 1/30 с (этот же режим используется при съёмке с фотовспышкой).
Выдержка «В» отсутствует.

### «Вилия»

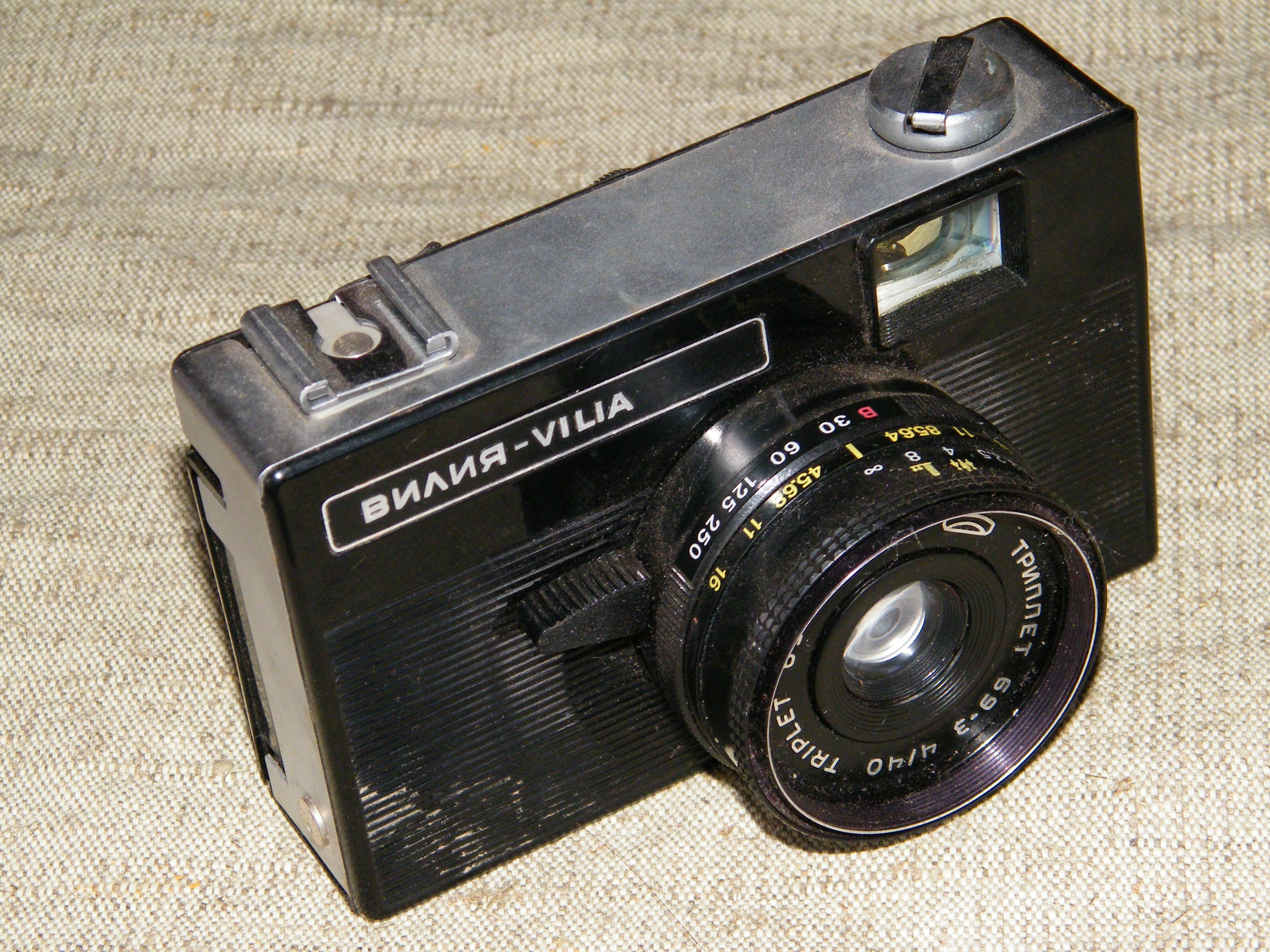
«Вилия»

«Вилия» — упрощённая модификация «Вилии-авто» с ручной установкой экспозиции (1974-1985 год).
Экспонометрическое устройство отсутствует.
Выдержка от 1/250 до 1/30 сек. и «В», в остальном камера не отличается от «Вилии-авто».

### «Силуэт-электро»

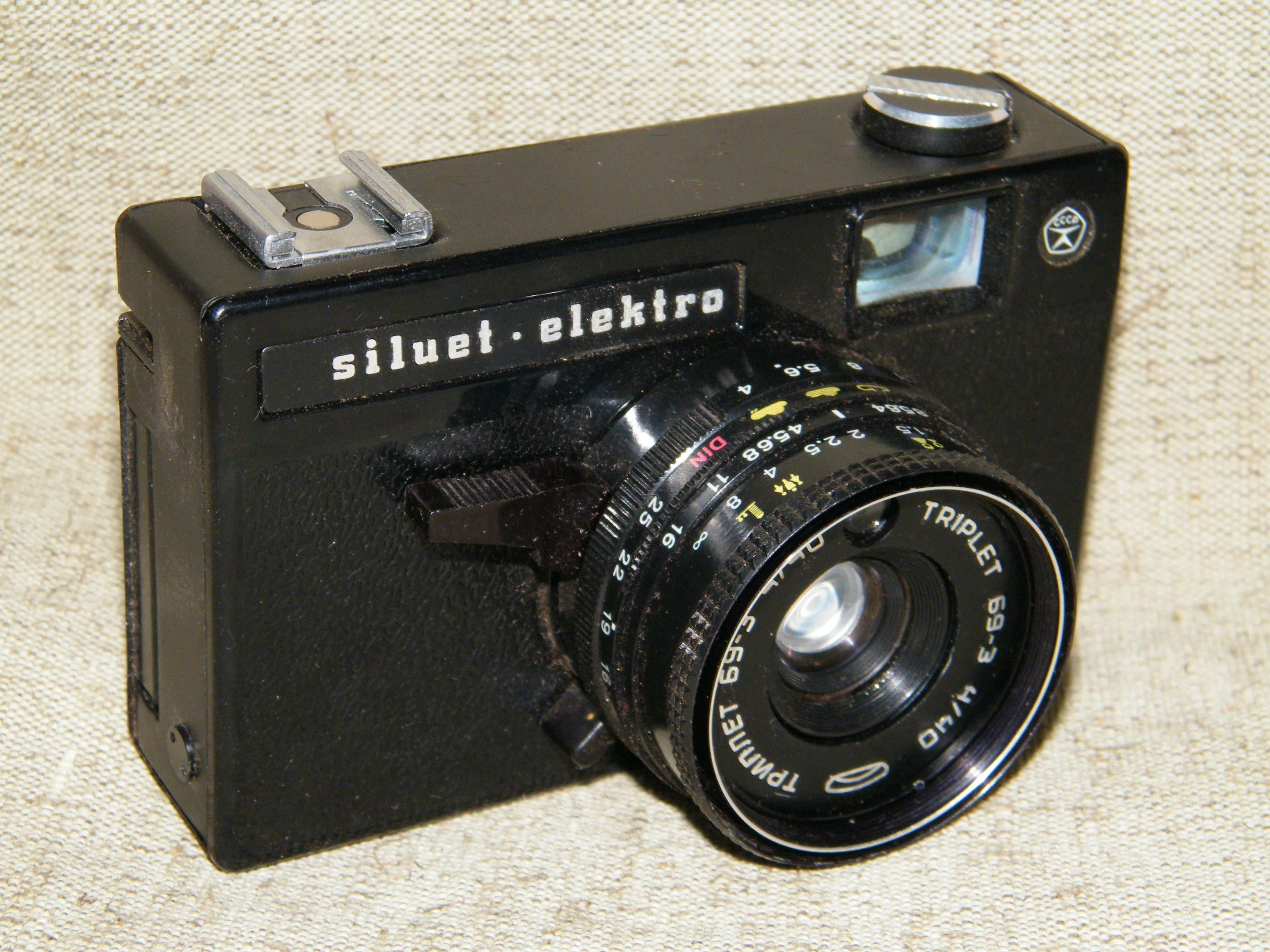
«Силуэт-электро»

Автомат с приоритетом диафрагмы (1976—1981 год). 

Модификация «Вилии-авто». 

Прототип носил название «Вилия-электро». 

Выдержка от 8 до 1/250 сек. устанавливается автоматически, диафрагма устанавливается вручную. 

Светодиодная индикация условий освещённости и контроля источника питания. 

Экспонометрическое устройство с сернисто-кадмиевым (CdS) фоторезистором. 

Источник питания автоматической экспонометрии — четыре дисковых никель-кадмиевых аккумулятора Д-0,06 или четыре ртутно-цинковых элемента РЦ-53 (современный аналог РХ-625). 

При отключенной автоматике возможен ручной выбор диафрагмы при единственной выдержке 1/30 с (этот же режим используется при съёмке с фотовспышкой). Имеется выдержка «В». 

Золотая медаль международной ярмарки в Загребе в 1978 году.

### «Орион-ЕЕ»

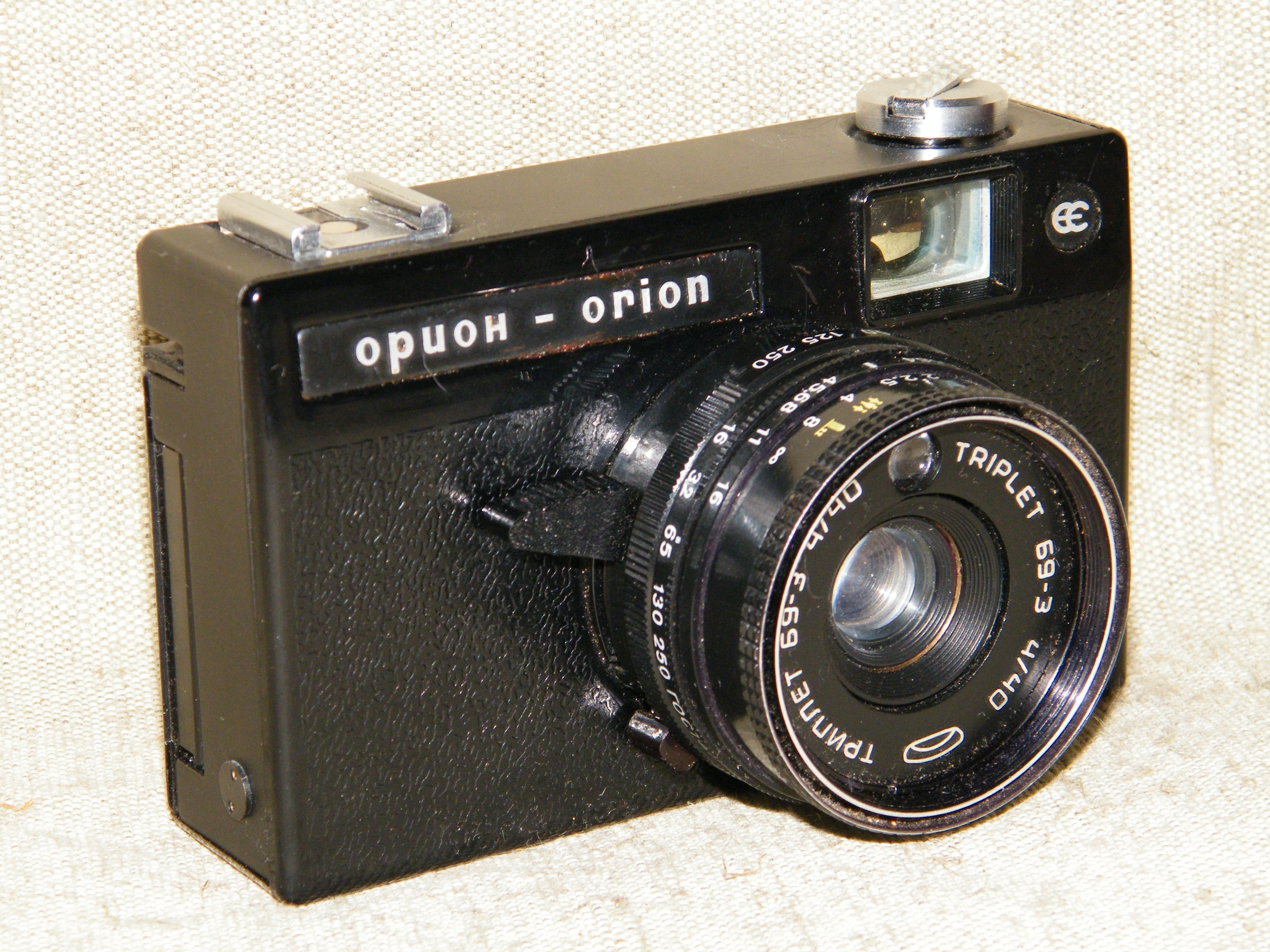
«Орион-ЕЕ»

Автомат с приоритетом выдержки (1978—1983 год).
Модификация «Вилии-авто». Прототип носил название «Вилия-ЕЕ».
Выдержка от 1/30 до 1/250 сек. устанавливается вручную, диафрагма подбирается автоматически экспонометрическим устройством. Стрелочная индикация отрабатываемой выдержки в поле зрения видоискателя.
Экспонометрическое устройство с сернисто-кадмиевым (CdS) фоторезистором.
Источник питания автоматической экспонометрии — дисковый никель-кадмиевый аккумулятор Д-0,06 или ртутно-цинковый элемент РЦ-53 (современный аналог РХ-625).
Возможна работа в полуавтоматическом режиме или ручная установка экспозиции. Имеется выдержка «В». Выдержка синхронизации — любая.

## Производство и продажа

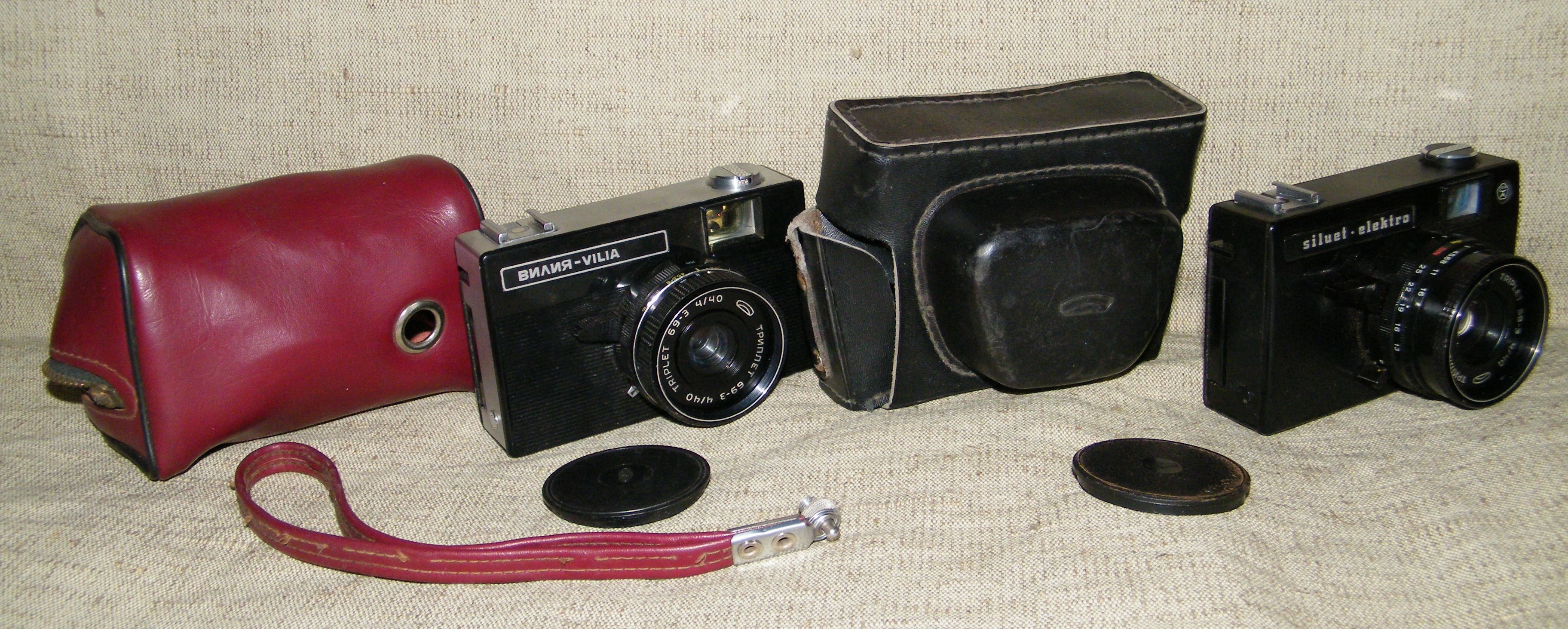
Футляры — мягкий и жесткий

Выпущено около 3 млн камер «Вилия-авто» и «Вилия», около 700 тыс. «Орион-ЕЕ».
Розничная цена аппарата «Вилия» в советское время — 23 — 25 рублей; «Вилия-Авто» — 40 — 42 руб.; «Силуэт-электро» — 65 — 67 рублей; «Орион-ЕЕ» — 47 — 49 рублей.
Цена зависела от типа футляра (мягкий или жёсткий).

## «Силуэт-автомат» и «Орион-2»

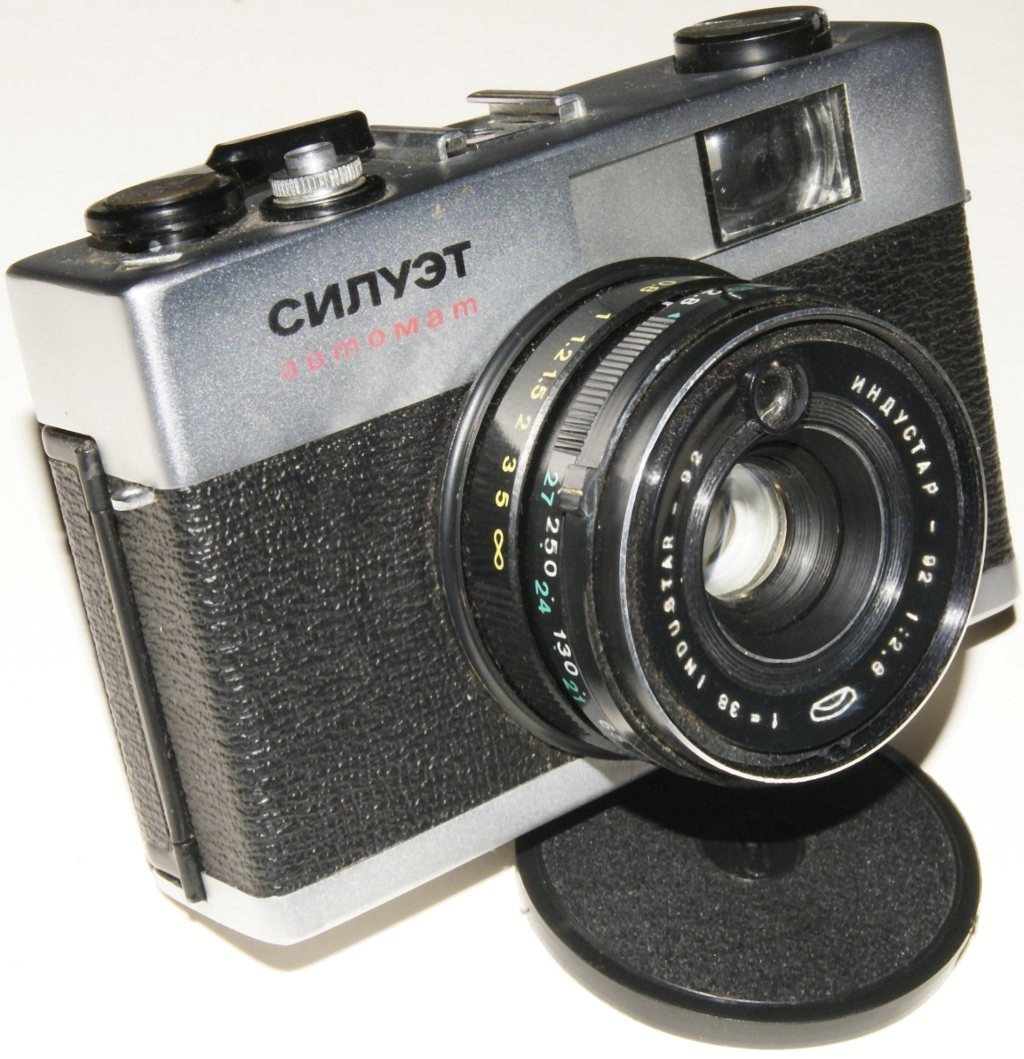
«Силуэт-автомат»

Дальнейшим развитием семейства «Вилия» стали аппараты «Орион-2» и «Силуэт-автомат» («Силуэт-2»).
Изготовлены в металлических корпусах, объектив — «Индустар-92» 2,8/38.
По основным техническим характеристикам незначительно отличались от предшествующих камер «Орион-ЕЕ» и «Силуэт-электро».
«Орион-2» серийно не выпускался, фотоаппарат «Силуэт-автомат» выпущен в небольшом количестве (1977—1984), из-за высокой цены спросом в СССР не пользовался (в 1981 году — 140 рублей, в 1985 году — 95 рублей).